# Peritrichia
Los peritricos (Peritrichia) son un extenso y distintivo grupo de protistas del filo Ciliophora. Tienen usualmente forma de campana o de disco, con una membrana paroral prominente que surge de la cavidad bucal y que circunda en sentido de las agujas del reloj la parte anterior de la célula, acompañada por una serie de membranelas más pequeñas. La cavidad oral es apical y con forma de embudo, con una vacuola contráctil desembocando directamente en ella. Cuando son molestados, la parte anterior de la célula se puede contraer. El resto del cuerpo no presenta cilios, excepto por una banda telotroch que circunda la parte posterior en las especies y etapas móviles.
Peritrichia fue primero establecido por Stein in 1859. Inicialmente fueron considerados Spirotrichea y después tratados como una categoría separada, antes de que quedara establecida su clasificación actual.

## Diversidad
Un extenso orden de Peritrichia es Sessilida. La mayoría tienen cinetosomas posteriores modificados que segregan un tallo contráctil. La etapa móvil, denominada telotroch, carece de boca. Son comunes tanto en ambientes de agua dulce como marinos y muchos viven fijados a plantas y animales acuáticos. Algunos son solitarios y otros forman colonias ramificadas. Unos pocos segregan un caparazón. Uno de los géneros mejor conocidos es Vorticella. Los tallos pueden llegar a alcanzar 2 mm, y en los casos en los que son altamente contráctiles pueden extenderse hasta 3 mm.
El otro orden de Peritrichia es Mobilida. En estos, la parte posterior de la célula es alargada y modificada, formando una estructura compleja a modo de raíz, que permite a la célula fijarse temporalmente sobre algún organismo huésped. La mayoría vive sobre el integumento o las branquias de invertebrados de agua dulce o marinos, pero también sobre otros huéspedes, incluyendo peces e incluso otros ciliophora. Algunos pueden ser patogénicos en altas concentraciones.